# Ao Tanaka
Ao Tanaka (født 10. september 1998) er en japansk fodboldspiller.
Han har spillet for flere forskellige klubber i sin karriere, herunder Kawasaki Frontale.